# Czirenberg-Haus

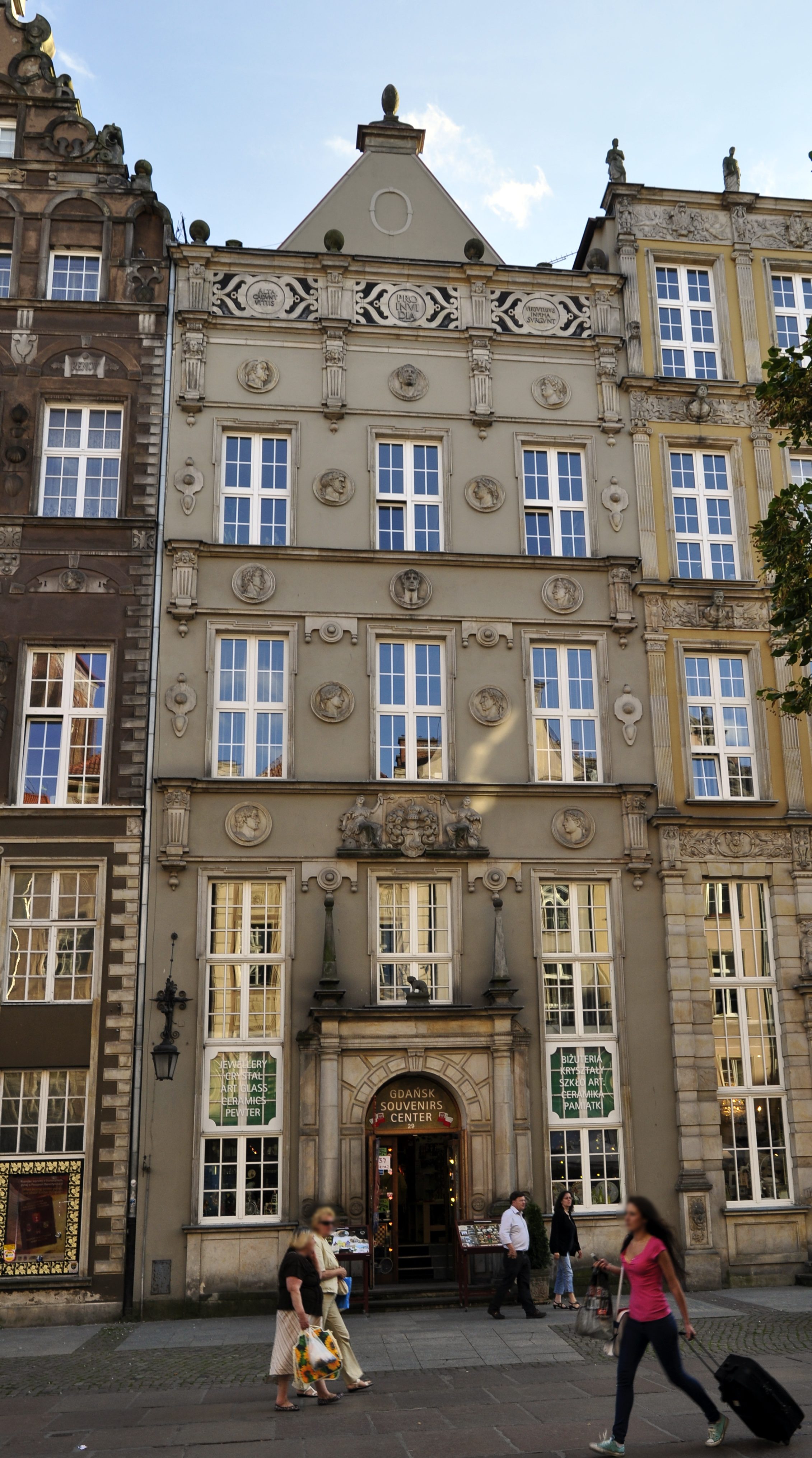
Das Czirenberg-Haus

Das Czirenberg-Haus (Czirenberg-Freder-Haus) ist ein barockes Bürgerhaus in Danzig an der Langgasse 29.

## Geschichte
Das Haus wurde um 1620 für Hans Freder errichtet. Die Fassade ist ein Werk von Abraham van den Blocke. Die Medaillons mit den Köpfen römischer Kaiser wurden schon früher (1549) von Peter Ringering geschaffen.
Auf der Attika befinden sich in ovalen Feldern drei lateinische Inschriften, in der Mitte „PRO INVIDIA“ (für das Beneiden).
Das Haus wurde später Eigentum der aus Hessen eingewanderten kalvinistischen Familie Czirenberg (Zierenberg, Czierenberg).
In der Danziger Marienkirche befindet sich ein Epitaph der Familie Czirenberg, ein Werk von Abraham van den Blocke aus dem Jahr 1616.
Daniel Czirenberg († 1602) und Johann Czirenberg († 1642) waren Bürgermeister von Danzig.